# 大山部屋
大山部屋（おおやまべや）は、かつて日本相撲協会に存在した高砂一門の相撲部屋。

## 沿革
1939年（昭和14年）5月場所限りで引退した高砂部屋（大関・2代朝潮太郎）所属の元関脇・高登が、年寄・大山を襲名して1940年（昭和15年）に高砂部屋から分家独立して大山部屋を創設した。1945年（昭和20年）の東京大空襲では、部屋、妻、長女、新弟子をいっぺんに亡くしてしまった。その後、10代大山は1955年（昭和30年）に直弟子・松登を大関に昇進させ、ついに1961年（昭和36年）12月に念願の土俵付きの部屋を完成させたが、部屋開きから2週間後の1962年（昭和37年）1月に心臓麻痺のため53歳で急死した。
1961年（昭和36年）11月場所限りで引退した10代大山の直弟子・松登は、年寄・振分を襲名して大山部屋の部屋付き親方として後進の指導にあたっていたが、先代が急逝したため1962年（昭和37年）1月に11代大山へ名跡変更して大山部屋を継承した。家庭的な雰囲気の小さな部屋で、土俵無しの状態を続けた。また、力士の数も少なかったこともあり本家の高砂部屋や、同じく力士が少なかった熊ヶ谷部屋で稽古をしていたが、そんな中で直弟子・大飛が幕内まで昇進した。1979年（昭和54年）には、江戸川区東小岩に土俵付きの新築の部屋施設が建てられ、移転した。
1986年（昭和61年）4月、11代大山が急死したため、部屋付き年寄の13代山響（元幕内・大飛）が、12代大山へ名跡変更して大山部屋を継承した。しかし部屋の経営が困難なため、僅か1ヶ月後の同年5月場所限りで部屋を閉じ、師匠、力士、床山、世話人の全員が高砂部屋（横綱・3代朝潮太郎）に移籍した。12代大山はその後東関部屋を経て八角部屋に再移籍している。

## 師匠
- 10代：大山渉（おおやま わたる、関脇・高登、長野）
- 11代：大山晟郎（おおやま しげお、大関・松登、千葉）
- 12代：大山進（おおやま すすむ、前2・大飛、愛知）

## 力士

### 横綱・大関
大関
- 松登晟郎（千葉）10代弟子

### 幕内
前頭
- 大飛進（前2・愛知）11代弟子

### 十両
- 冨田濱正治（十9・三重）10代弟子（入門は高砂部屋）